# أدريان الرابع
البابا أدريان الرابع (1100 تقريبًا – 1 سبتمبر 1159)، ولد باسم نيكولاس بريكسبير، وتولى بابوية الكنيسة الكاثوليكية الرومانية من عام 1154 إلى عام 1159.
يعد البابا أدريان الرابع الإنجليزي الوحيد الذي اعتلى الكرسي البابوي. نشأ أدريان الرابع وتلقى تعليمه في سانت ألبانز. وقد اعتلى الكرسي الباباوي خلفًا للبابا أناستاسيوس الرابع وتبعه البابا ألكسندر الثالث.